# Programa Emergencial para Retomada do Setor de Eventos
Programa Emergencial para Retomada do Setor de Eventos ou apena PERSE é uma iniciativa do governo brasileiro criada para apoiar o setor de eventos que foi gravemente afetado pela pandemia de COVID-19. Este programa tem como objetivo oferecer apoio financeiro, benefícios fiscais como a isenção fiscal e outras formas de assistência para impulsionar a recuperação econômica de empresas e profissionais desse setor.
Para aderir ao programa, é preciso acessar o Portal Regularize, da Procuradoria-Geral da Fazenda Nacional (PGFN), do Ministério da Fazenda. Podem aderir ao programa casas de eventos esportivos, de shows e de festivais, hotéis, feiras gastronômicas, cinemas, casas noturnas, bares e outras.

## Legislação e regras
O Perse foi instituído pela Lei nº 14.148, de 3 de maio de 2021, e está disciplinado pela Instrução Normativa RFB nº 2.195, de 24 de maio de 2024.
Para usufruir do benefício a empresa precisava se habilitar, obrigatoriamente, até o dia 2 de agosto de 2024. O texto original do Perse prevê que o benefício se mantenha por 60 meses, ou seja, 5 anos, a partir do momento de validade da Lei.
O programa não tem um limite para o faturamento da empresa porém é preciso ter um faturamento mínimo, empresas do Simples Nacional não podem aderir ao programa.
A Medida Provisória (MP) 1.202/2023 previa o fim gradual do Perse, porém o texto foi barrado no Congresso Nacional, tendo ficado estabelecida a prorrogação do Perse até dezembro de 2026, no entanto, a medida colocou um limite no benefício de 15 bilhões de reais o qual será demonstrado pela Secretaria Especial da Receita Federal do Brasil em relatórios bimestrais de acompanhamento.  Segundo dados da Receita Federal, até agosto de 2024 foram concedidos R$ 9,6 bilhões em benefícios fiscais por meio do programa, caso esse ritmo se mantenha, a meta de R$ 15 bilhões em incentivos fiscais poderá ser alcançada antes do prazo estabelecido.

## Benefícios
O benefício consiste na aplicação de uma alíquota zero (0%) para os seguintes tributos incidentes sobre as receitas e os resultados obtidos com as atividades relacionadas ao setor de eventos:
- PIS/Pasep (Contribuição para os Programas de Integração Social e de Formação do Patrimônio do Servidor Público);
- Cofins (Contribuição para o Financiamento da Seguridade Social);
- CSLL (Contribuição Social sobre o Lucro Líquido); e
- IRPJ (Imposto de Renda da Pessoa Jurídica).

## Beneficiários
Em novembro de 2024, a Receita Federal publicou uma lista em que mostra mais de 10.000 beneficiários do programa, dentre os beneficiados estão influenciadores digitais, artistas, clubes de futebol e grandes restaurantes.
O programa já beneficiou quase 400 empresas em Goiás com isenção de impostos, entre as empresas que aderiram ao programa estão as da influenciadora Virginia Fonseca (Virginia Influencer LTDA, R$4,5 milhões) e dos cantores Gusttavo Lima (Balada Eventos e Balada Bilheteria Digital, R$ 20 milhões) e Leonardo (Talismã Administradora de Shows e Editora Musical, R$ 6 milhões).